# ハギノトップレディ
ハギノトップレディは日本の競走馬。1980年に中央競馬で桜花賞、エリザベス女王杯などに優勝し、最優秀4歳牝馬に選ばれた。芝1000メートルの元日本レコードホルダー。主戦騎手は伊藤清章（当時は伊藤修司調教師の娘婿で、のちに旧姓の上野姓に戻る）。半弟（父・テスコボーイ）にハギノカムイオー（宝塚記念）がいる。華麗なる一族の繊細なお嬢様と評された。

## 衝撃的なデビュー
ジョッケクルブ賞2着のサンシーは、斎藤卯助の息子、斎藤隆が1969年（昭和44年）に輸入した種牡馬で、牧場に戻ったイットーの最初の交配相手にはこの新鋭種牡馬が選ばれた。生まれた牝馬の仔馬はハギノトップレディと名づけられ、イットーを管理した田中調教師が亡くなったために栗東の伊藤修司師によって調教されることになった。
1979年（昭和54年）8月12日、函館の1000メートルの新馬戦でデビューしたハギノトップレディは、スタートから先頭に立つとそのまま後続を2秒以上引き離し、57秒2の日本レコードを記録した。2025年に更新されるまで函館競馬場の3歳馬（現在は2歳馬）の記録、そして函館芝1000mのコースレコードとして名を残し続けた。イットーはとんでもない馬を産んだと話題になったが、ハギノトップレディはこの後脚を痛めて福島県常磐温泉で休養に入り、その後再び捻挫をして結局半年ほど休むことになった。

## クラシック制覇
1980年（昭和55年）3月下旬、桜花賞を目前に控え、まだ1勝馬にすぎないハギノトップレディは桜花賞指定オープンに出走した。不良馬場で行われたこの競走でハギノトップレディは1番人気だったが、3着に逃げ粘り、桜花賞への出走権を確保した。
2週間後の桜花賞は、わずか2戦1勝のキャリアしかないものの2番人気になった。1番人気はハギノトップレディのいない3歳戦を勝ちまくって最優秀3歳牝馬になったラフオンテースであった。ハギノトップレディはスタートから先頭を奪うと、前半の800メートルを45秒台の猛烈なペースで逃げ、直線で一瞬捕まりそうになるも、二の足で再度突き放しそのまま20頭を引き連れてゴールまで駆け抜けた。キャリア3戦目での桜花賞優勝は1948年（昭和23年）のハマカゼ以来32年ぶりの2頭目であり、この後も2020年（令和2年）のデアリングタクトまで40年間出現しなかった。漆黒の馬体に白い鼻梁の外見も人気だった。3歳チャンピオンを出しながら桜花賞に縁が無かった「華麗なる一族」にとって、初の桜花賞制覇になった。
不良馬場で行われた優駿牝馬（オークス）でハギノトップレディは17着に大敗し、距離の壁があるといわれた。夏を休養に充て、10月に復帰したハギノトップレディは、復帰緒戦のオープン戦（1600メートル）を1分34秒2のレコードで逃げ切った。後続との差は9馬身。2戦目は京都牝馬特別、母のイットーが2度アクシデントに見舞われた因縁の競走だが、再び後続に2馬身半差をつけて逃げ切った。
11月16日のエリザベス女王杯は八大競走には含まれないが、事実上は牝馬による三冠最後の一戦として定着しており、オークス馬ケイキロクほか20頭が集まった。2連勝で臨んでいるとはいえ、2400メートルの距離には不安があると言われたハギノトップレディは3番人気。本命は直前のオープン戦で同期のダービー馬オペックホースを破った外国産馬のインタースマッシュだった。ハギノトップレディはいつもと同じように先頭に立つと、いつもとは違ってゆっくりとしたペースで逃げ、桜花賞を再現するかの様に二の足を使い、タケノハッピーを抑えて逃げ切った。ハギノトップレディはこの年の最優秀4歳牝馬に選ばれた。春には「イットーの子」と呼ばれていたが、暮れにはイットーが「ハギノトップレディの母」と呼ばれるようになっていた。

## 海外へ
1981年、古馬になったハギノトップレディに海外遠征の話が持ち上がった。この年創設されたアメリカのバドワイザーミリオン（現・アーリントンミリオン）は、約2000メートルで行われる賞金100万ドルの当時世界最高額の大競走として大変話題になった。日本では当時、古馬の大競走といえば天皇賞（3200メートル）や有馬記念（2500メートル）といった長距離の競走ばかりだったので、スピード馬のハギノトップレディには最適と考えられた。8月末にシカゴのアーリントンパーク競馬場で開催されるこの世界の大レースのステップレースとして、ハギノトップレディは半年振りに宝塚記念に登場した。この年の宝塚記念はダービー馬2頭とオークス馬、それにハギノトップレディの参戦で大いに盛り上がった。ところが、ハギノトップレディは直線でつかまって4着に敗退し、公営の大井競馬から移籍してきたカツアールが勝った。海外遠征の話は立ち消えとなった。

## 巴賞のマッチレース
その後、ハギノトップレディは高松宮杯を6馬身差で逃げ切って母娘2代制覇を達成すると、8月2日の函館のオープン競走、巴賞に登場した。巴賞には、この年の春に桜花賞を無敗のまま優勝したブロケードも登録していて、新旧の桜花賞馬の対決となった。ブロケードもハギノトップレディと同じように桜花賞を逃げ切って勝った快速馬で、ハギノトップレディは59キロを背負い、ブロケードと4キロの斤量差があった。斤量1キロ差につき1馬身差と言い、6馬身差が1秒差に相当するため、ハギノトップレディは4馬身（3分の2秒）のハンデを負っていることになる。ローカル開催のオープン競走が競馬ファンの注目を集めた。ハギノトップレディは単枠指定された。
スタート直後、一番内側の1番枠から飛び出したハギノトップレディが先手を奪うと、ブロケードは2番手でこれを追いかけた。ハギノトップレディはあっという間に5馬身の差をつけ、やはり年上に一日の長があるものと思われた。しかし、ブロケードは3コーナーで先を行くハギノトップレディとの差をぐんぐん詰めて上がってゆくと、逆に1馬身先に出た。常にスピードを活かして逃げ切るレースをしてきたハギノトップレディにとって、直線に入る前に並ばれたのはこれが唯一である。
マッチレースになった。最終コーナーでハギノトップレディはブロケードに並んだ。ブロケードを先頭に最後の直線を向くと、ハギノトップレディは再びブロケードに迫り、首を並べて激しい追い比べとなった。最後に頭ひとつだけハギノトップレディが出たところがゴールだった。
ハギノトップレディの現役最後の競走は10月の毎日王冠となった。当時は2000メートルで行われた毎日王冠で、ハギノトップレディは1000メートルの通過タイムが57秒4というペースで逃げた。1000メートルの日本レコードは、2年前のデビュー戦で自ら更新するまで、57秒4だった。つまり2000メートル戦であるにもかかわらず、1000メートルのレコードに匹敵する猛ペースである。結局ハギノトップレディはつかまって8着に沈み、ジュウジアローがレコードタイムで勝つことになった。この年初めて開催されるジャパンカップに出るという話もあったが、ハギノトップレディはこれで引退することになった。

## 繁殖牝馬時代
11月の京都競馬場で引退式を済ませたハギノトップレディは、イギリスへ渡った。エプソムダービー、アイリッシュダービーを勝ち、キングジョージ6世&クイーンエリザベスダイヤモンドステークスでは驚異的なレコードで優勝して全ヨーロッパの年度代表馬となったイギリスの名馬、グランディと交配するためである。グランディは既に1980年のエプソムオークス優勝馬バイリームの父となって成功していた。イギリスで未勝利だったマイリーが海を渡って日本にやってきてから24年後、その子孫が日本を代表する名牝となってイギリスに凱旋した。　
帰国したハギノトップレディが1983年に産んだ牝馬は、日英の歴史的名馬の仔であるから、大変な注目を受けることとなった。荻伏牧場にとっても、華麗なる一族の血を更に発展させ、牧場の将来を担う期待の1頭だった。けれども、この仔は放牧されている間に事故に遭って骨折をし、命を落とした。
その直後、グランディが日本に輸入されてきたため、もう一度グランディを種付けする。生まれた仔（チユニカレディ）は無事成長したものの、未出走に終わってしまった。
1986年、ハギノトップレディに天馬といわれたトウショウボーイが交配された。翌年生まれた黒鹿毛の牝馬は蹄に先天的な異常があったが、これが後に1991年安田記念、スプリンターズステークスを勝つ名牝、ダイイチルビーである。
生涯に残した産駒10頭のうち9頭が牝馬だった。上で述べた仔馬のうちに死んでしまった初仔以外の8頭の牝駒は全て繁殖にあがり、ここまでは細々と続いていた華麗なる一族の血を大いに広めた。しかし、21世紀に入ってからは勢力が衰え気味であり、孫に当たるマイネルセレクト以降、JRAの重賞を制した競走馬は出ていない。なお、地方競馬では5番仔ドリームドリームの曾孫のガミラスジャクソンが2020年に笠松のゴールドジュニアを制するなど、細々とではあるが現在も牝系子孫は生き残っている。

## 晩年
繁殖牝馬を引退した後は脚部の状態が悪化し、一時は安楽死させることが検討されたが、装蹄師福永守が経営する牧場に引き取られることとなり、福永の施した処置によって命を永らえた。ハギノトップレディの墓は福永の牧場の敷地内にある。

## 血統表
| ハギノトップレディの血統（ファイントップ系（タッチストン系） / Nasrullah5×5=6.25%） | ハギノトップレディの血統（ファイントップ系（タッチストン系） / Nasrullah5×5=6.25%） | ハギノトップレディの血統（ファイントップ系（タッチストン系） / Nasrullah5×5=6.25%） | （血統表の出典）   | （血統表の出典） |
| 父 *サンシー Sancy 1969 鹿毛 フランス                                               | 父の父Sanctus 1960 鹿毛 フランス                                                    | Fine Top                                                                            | Fine Art           | Fine Art         |
| 父 *サンシー Sancy 1969 鹿毛 フランス                                               | 父の父Sanctus 1960 鹿毛 フランス                                                    | Fine Top                                                                            | Toupie             |                  |
| 父 *サンシー Sancy 1969 鹿毛 フランス                                               | 父の父Sanctus 1960 鹿毛 フランス                                                    | Sanelta                                                                             | Tourment           | Tourment         |
| 父 *サンシー Sancy 1969 鹿毛 フランス                                               | 父の父Sanctus 1960 鹿毛 フランス                                                    | Sanelta                                                                             | Saranella          |                  |
| 父 *サンシー Sancy 1969 鹿毛 フランス                                               | 父の母Wordys 1957 栗毛 フランス                                                     | Worden                                                                              | Wild Risk          | Wild Risk        |
| 父 *サンシー Sancy 1969 鹿毛 フランス                                               | 父の母Wordys 1957 栗毛 フランス                                                     | Worden                                                                              | Sans Tares         |                  |
| 父 *サンシー Sancy 1969 鹿毛 フランス                                               | 父の母Wordys 1957 栗毛 フランス                                                     | Princess d'Ys                                                                       | Prince Bio         | Prince Bio       |
| 父 *サンシー Sancy 1969 鹿毛 フランス                                               | 父の母Wordys 1957 栗毛 フランス                                                     | Princess d'Ys                                                                       | Lacodis            |                  |
| 母 イットー 1971 黒鹿毛 日本                                                        | 母の父*ヴェンチア Venture 1957 黒鹿毛 イギリス                                      | Relic                                                                               | War Relic          | War Relic        |
| 母 イットー 1971 黒鹿毛 日本                                                        | 母の父*ヴェンチア Venture 1957 黒鹿毛 イギリス                                      | Relic                                                                               | Bridal Colors      |                  |
| 母 イットー 1971 黒鹿毛 日本                                                        | 母の父*ヴェンチア Venture 1957 黒鹿毛 イギリス                                      | Rose O'Lynn                                                                         | Pherozshah         | Pherozshah       |
| 母 イットー 1971 黒鹿毛 日本                                                        | 母の父*ヴェンチア Venture 1957 黒鹿毛 イギリス                                      | Rose O'Lynn                                                                         | Rocklyn            |                  |
| 母 イットー 1971 黒鹿毛 日本                                                        | 母の母ミスマルミチ 1965 鹿毛 日本                                                   | *ネヴァービート Never Beat                                                          | Never Say Die      | Never Say Die    |
| 母 イットー 1971 黒鹿毛 日本                                                        | 母の母ミスマルミチ 1965 鹿毛 日本                                                   | *ネヴァービート Never Beat                                                          | Bride Elect        |                  |
| 母 イットー 1971 黒鹿毛 日本                                                        | 母の母ミスマルミチ 1965 鹿毛 日本                                                   | キユーピツト                                                                        | Nearula            | Nearula          |
| 母 イットー 1971 黒鹿毛 日本                                                        | 母の母ミスマルミチ 1965 鹿毛 日本                                                   | キユーピツト                                                                        | *マイリー F-No.7-e |                  |